# Уилмар (город, Миннесота)
Уилмар (англ. Willmar) — город в округе Кандийохай, штат Миннесота, США. На площади 35,2 км² (30,7 км² — суша, 4,6 км² — вода), согласно переписи 2002 года, проживают 18 351 человек. Плотность населения составляет 598,4 чел./км².
- Телефонный код города — 320
- Почтовый индекс — 56201
- FIPS-код города — 27-70420[1]
- GNIS-идентификатор — 0654177[2]